# The Only Truth (мурал)
The Only Truth (Једина истина) је мурал настао 2009. године. Насликао га је светски познат уметник Гијом Алби - Ремед (фр. Guillaume Alby - Remed) чији мурали красе највеће светске метрополе, укључујући и Београд. Налазио се у Новом Саду, на зиду Градске библиотеке у Гимназијској улици бр. 2. Мурал је био величине 15 × 15 м. Непознати починиоци прекречили су га 16. марта 2017. године.

## О муралу
Мурал The Only Truth (Једина истина), величине 15 × 15 м, осликан је оквиру пројекта Extreme makeover, који је реализовала Уметничка Асоцијација Инбокс из Новог Сада, на калканском зиду новосадске Градске библиотеке, а насликао га је француски street art уметник Гијом Алби уз помоћ два новосадска уметника, Душана Бјељца и Мрдака Лубурића. Израду мурала финансирала је тада актуелна локална власт града Новог Сада.
У четвртак, 16. марта 2017. године три непознате особе прекречиле су овај мурал, због чега су грађани Новог Сада одржали протесте.
Од 2017. године и протеста грађана и обећања градске власти до даљег нису пронађене особе које су прекречиле Ремедов мурал. У знак протеста непознате особе су током више месеци на том месту исцртавале такозвани "курал". Такође непознате особе су га сваки пут прекречиле.
| Ремед о свом делу: „Ноћ уочи мог одласка за Нови Сад јавили су ми се први обриси идеје док сам размишљао о том празном зиду, о том огромном празном простору… Видео сам на њему једну велику фигуру надљудске величине која покреће једну мању фигуру, овога пута људску, као марионету. Мој рад сам назвао «Једина истина» Овај мурал за мене представља однос између човека и великих сила моћи које управљају свима нама. Желим да покажем да не постоји једна истина, једина истина је она коју свако од нас носи у себи, до које је дошао својим животним искуством и унутар само себи својственог контекста. Дакле, насликао сам једну велику црну фигуру која представља моћ, систем, или било ког представника моћи и система који покушавају да нам наметну пут који треба да следимо или начин живота који треба да водимо. Ова фигура је црна да би се нагласило њено присуство, црно као видљиво и невидљиво. Она је невидљиво присутна. Та црна фигура има на себи белу мараму, чисту као истина и држи књигу истине, књигу у којој је исписан пут којим треба да идемо. Она има две главе које симболишу два лица, две стране човека. Тог истог човека који клечи пред силама моћи понизан представио сам белом бојом која симболише невиност. Његова сенка наранџасте боје (симбол за креативност и отвореност духа) диже се да га спасе и сече уже враћајући му слободу. Слободу да мисли и да верује у свој пут. Бела звезда, симбол светлости и рођења доноси наду.” |

## Епилог
Француски уметник Ремед је 15. септембра 2017. године почео сликање новог мурала у Новом Саду, на зиду зграде Културног центра ЛАБ, у улици Др Хепта. Његов долазак у Нови Сад организовало је новосадско Удружење „Ланчана реакција”. Долазак француског уметника финансиран је претежно прикупљањем добровољних прилога. Од нестанка Ремедовог мурала, Удружење „Ланчана реакција” иницирало је исцртавање више мурала на зградама у Новом Саду.
Крајем 2019. на зиду на коме се налазио мурал The Only Truth насликан је нови мурал без имена, који приказује Његошеву улицу са виђенијим представницима српског народа из 19. века - Светозара Милетића, Ђуре Јакшића, Јована Јовановића Змаја, Косте Трифковића, Лазе Костића, Марије Трандафил и Милице Стојадиновић Српкиње. У првом плану је кућа у Његошевој 5, у којој се налазила кафана „Бела лађа”, позната по томе што је у њој први пут за Нови Сад употребљен израз Српска Атина. Мурал је насликан према замисли непознатих аутора о томе како је ова улица изгледала у 19. веку, а не према историјској фотографији. Као аутор је потписано Удружење грађана „Буте добри”. У мишљењу градске Комисије за мурале није дата јасна сагласност за цртање овог цртежа на зиду. У документу се наводи став Комисије да су сагласни са идејом, али да је боља локација у Његошевој улици, на објекту „Бела лађа”, а доведена је у питање и уметничка вредност цртежа. Чланови Удружења грађана „Ланчана реакција” изразили су сумњу да иза свега стоји политика.